# Trópico de Sangre
Trópico de Sangre è un film del 2010 diretto da Juan Delancer.